# Valkiavaara
Valkiavaara är en kulle i Finland.   Den ligger i den ekonomiska regionen  Rovaniemi ekonomiska region  och landskapet Lappland, i den norra delen av landet, 700 km norr om huvudstaden Helsingfors. Toppen på Valkiavaara är 194 meter över havet.
Terrängen runt Valkiavaara är platt. Runt Valkiavaara är det mycket glesbefolkat, med 2 invånare per kvadratkilometer.